# Kabinett Feilitzsch
Das Kabinett Feilitzsch (Ministerium) bildete von 1898 bis zum 3. Dezember 1918 gleichzeitig die letzte von Fürst Georg und seinem Nachfolger Adolf II. eingesetzte Landesregierung des Fürstentums Schaumburg-Lippe und die erste des in Gründung befindlichen Freistaates Schaumburg-Lippe. Im Zuge der Novemberrevolution war das Kabinett am 15. November 1918 zeitgleich mit der Abdankung des Fürsten zurückgetreten und hatte provisorisch unter der Verantwortung des Bückeburger Arbeiter- und Soldatenrates weiter amtiert. 
| Amt            | Name                                                                   | Partei    |
| -------------- | ---------------------------------------------------------------------- | --------- |
| Staatsminister | Friedrich von Feilitzsch                                               | parteilos |
| Mitglied       | Gotthard von Campe, 1898 – 1915 Otto Bömers Konrad Wippermann, ab 1915 | parteilos |